# Tāmaki Makaurau
Tāmaki Makaurau ist eines von sieben in Neuseeland speziell für Māori geschaffenes Māori Electorate.
Der Begriff Electorate bezeichnet in Neuseeland und in Australien Wahlkreise, wogegen in Großbritannien damit das Wahlvolk bzw. Wahlberechtigte gemeint sind.
Zu den Parlamentswahl der Jahre 2005, 2008 und 2001 wurde jeweils Pita Russell Sharples, Kandidat der Māori Party, über das Direktmandat des Wahlkreises in das New Zealand Parliament gewählt. Nachdem er ab 2014 nicht mehr zur Wahl antrat, dominierte der Kandidat der Labour Party den Wahlkreis.

## Geografie
Der Wahlkreis Tāmaki Makaurau besteht heute aus den Gebieten der früheren Auckland City und jeweils dem größten Teil von dem früheren Waitakere City und der früheren Manukau City. Er entstand im Jahr 2002 aus der Aufteilung des Wahlkreises Hauraki in Tāmaki Makaurau und Tainui. Der Wahlkreis Tainui wurde später in Hauraki-Waikato geändert.

## Hintergrundinformationen
Zu der Parlamentswahl 2008 hatten sich in dem Wahlbezirk Tāmaki Makaurau 35.606 Wähler maorischer Abstammung in die Wählerlisten eingetragen. 20.526 (57,6 %) davon gaben ihre Stimme für eine Partei ab und 19.994 (56,2 %) davon für einen der aufgestellten Kandidaten. Geht man allerdings von den 89.751 Māori-Stämmigen Einwohnern aus, die zur Volkszählung 2006 ermittelt wurden, haben sich nur geschätzte 39 % der Māori-Bevölkerung des Wahlkreises in die Wählerlisten eingetragen. Die Wahlbeteiligung bezogen auf die Einwohnerzahl hatte entsprechend bei geschätzten 22 % gelegen.

## Wahlstatistik

### Parlamentswahl 2023
| Pos | Kandidat           | Parteizugehörigkeit | Stimmenanteil |  | Pos | Partei                  | Stimmenanteil |
| --- | ------------------ | ------------------- | ------------- |  | --- | ----------------------- | ------------- |
| 1   | Takutai Tarsh Kemp | Te Pāti Māori       | 39,32 %       |  | 1   | Labour Party            | 42,80 %       |
| 2   | Peeni Henare       | Labour Party        | 39,16 %       |  | 2   | Te Pāti Māori           | 29,76 %       |
| 3   | Darleen Tana       | Green Party         | 11,42 %       |  | 3   | Green Party             | 11,94 %       |
| 4   | Hinurewa Te Hau    | National Party      | 4,98 %        |  | 4   | National Party          | 4,69 %        |
| 5   | Hannah Tamaki      |                     | 3,24 %        |  | 5   | New Zealand First Party | 3,43 %        |

### Parlamentswahl 2020
| Pos | Kandidat        | Parteizugehörigkeit | Stimmenanteil |  | Pos | Partei            | Stimmenanteil |
| --- | --------------- | ------------------- | ------------- |  | --- | ----------------- | ------------- |
| 1   | Peeni Henare    | Labour Party        | 39,56 %       |  | 1   | Labour Party      | 59,98 %       |
| 2   | John Tamihere   | Māori Party         | 35,98 %       |  | 2   | Māori Party       | 12,70 %       |
| 3   | Marama Davidson | Green Party         | 19,31 %       |  | 3   | Green Party       | 10,46 %       |
| 4   | Erina Anderson  | New Conservative    | 1,65 %        |  | 4   | New Zealand First | 4,20 %        |
|     |                 |                     |               |  | 5   | National Party    | 3,11 %        |

### Parlamentswahl 2017
| Pos | Kandidat        | Parteizugehörigkeit | Stimmenanteil |  | Pos | Partei            | Stimmenanteil |
| --- | --------------- | ------------------- | ------------- |  | --- | ----------------- | ------------- |
| 1   | Peeni Henare    | Labour Party        | 48,81 %       |  | 1   | Labour Party      | 59,96 %       |
| 2   | Shane Taurima   | Māori Party         | 30,85 %       |  | 2   | Māori Party       | 11,08 %       |
| 3   | Marama Davidson | Green Party         | 22,17 %       |  | 3   | New Zealand First | 9,63 %        |
|     |                 |                     |               |  | 4   | Green Party       | 7,31 %        |
|     |                 |                     |               |  | 5   | National Party    | 6,61 %        |

### Parlamentswahl 2014
| Pos | Kandidat        | Parteizugehörigkeit | Stimmenanteil |  | Pos | Partei            | Stimmenanteil |
| --- | --------------- | ------------------- | ------------- |  | --- | ----------------- | ------------- |
| 1   | Peeni Henare    | Labour Party        | 38,28 %       |  | 1   | Labour Party      | 40,48 %       |
| 2   | Rangi McLean    | Māori Party         | 30,85 %       |  | 2   | Māori Party       | 12,84 %       |
| 3   | Marama Davidson | Green Party         | 15,93 %       |  | 3   | New Zealand First | 14,12 %       |
| 4   | Karamea Pene    | Mana Party          | 13,33 %       |  | 4   | Green Party       | 11,81 %       |
| 5   | Raewyn Harrison | unabhängig          | 1,61 %        |  | 5   | National Party    | 7,63 %        |

### Parlamentswahl 2011
| Pos | Kandidat              | Parteizugehörigkeit | Stimmenanteil |  | Pos | Partei            | Stimmenanteil |
| --- | --------------------- | ------------------- | ------------- |  | --- | ----------------- | ------------- |
| 1   | Pita Russell Sharples | Māori Party         | 40,4 %        |  | 1   | Labour Party      | 41,5 %        |
| 2   | Shane Jones           | Labour Party        | 35,09 %       |  | 2   | Māori Party       | 14,45 %       |
| 3   | Karamea Pene          | Mana Party          | 16,04 %       |  | 3   | New Zealand First | 10,45 %       |
| 4   | Mikaere Curtis        | Green Party         | 8,46 %        |  | 4   | Green Party       | 9,71 %        |
|     |                       |                     |               |  | 5   | National Party    | 8,41 %        |

### Parlamentswahl 2008
| Pos | Kandidat              | Parteizugehörigkeit | Stimmenanteil |  | Pos | Partei            | Stimmenanteil |
| --- | --------------------- | ------------------- | ------------- |  | --- | ----------------- | ------------- |
| 1   | Pita Russell Sharples | Māori Party         | 65,98 %       |  | 1   | Labour Party      | 49,73 %       |
| 2   | Louisa Hareruia Wall  | Labour Party        | 27,34 %       |  | 2   | Māori Party       | 28,61 %       |
| 3   | Mikaere Curtis        | Green Party         | 4,77 %        |  | 3   | National Party    | 7,42 %        |
| 4   | Vapi Kupenga          | Kiwi Party          | 0,66 %        |  | 4   | New Zealand First | 5,88 %        |
| 5   | Kane Te Waaka         | unabhängig          | 0,63 %        |  | 5   | Green Party       | 4,04 %        |

### Parlamentswahl 2005
| Pos | Kandidat                | Parteizugehörigkeit    | Stimmenanteil |  | Pos | Partei            | Stimmenanteil |
| --- | ----------------------- | ---------------------- | ------------- |  | --- | ----------------- | ------------- |
| 1   | Pita Russell Sharples   | Māori Party            | 52,35 %       |  | 1   | Labour Party      | 55,14 %       |
| 2   | John Tamihere           | Labour Party           | 41,24 %       |  | 2   | Māori Party       | 27,48 %       |
| 3   | Tauwehe Hemahema-Tamati | Destiny New Zealand    | 3,53 %        |  | 3   | National Party    | 4,03 %        |
| 4   | Sam Rerekura            | unabhängig             | 2,58 %        |  | 4   | New Zealand First | 5,32 %        |
| 5   | Eugene Opai             | Direct Democracy Party | 0,30 %        |  | 5   | Green Party       | 3,28 %        |

### Parlamentswahl 2002
| Pos | Kandidat                 | Parteizugehörigkeit            | Stimmenanteil |  | Pos | Partei            | Stimmenanteil |
| --- | ------------------------ | ------------------------------ | ------------- |  | --- | ----------------- | ------------- |
| 1   | John Henry Tamihere      | Labour Party                   | 73,35 %       |  | 1   | Labour Party      | 55,14 %       |
| 2   | Metiria Turei            | Green Party                    | 12,82 %       |  | 2   | New Zealand First | 15,03 %       |
| 3   | George Rongokino Ngatai  | National Party                 | 5,03 %        |  | 3   | Green Party       | 10,26 %       |
| 4   | Janice Smith             | Alliance                       | 3,52 %        |  | 4   | National Party    | 3,19 %        |
| 5   | Tuhimareikura Vaha'Akolo | Christian Heritage New Zealand | 3,02 %        |  | 5   | Alliance          | 2,91 %        |

Anmerkung: Es wurden jeweils immer nur die ersten 5 Kandidaten bzw. die ersten 5 Parteien dargestellt.